# Колекціонування скам'янілостей

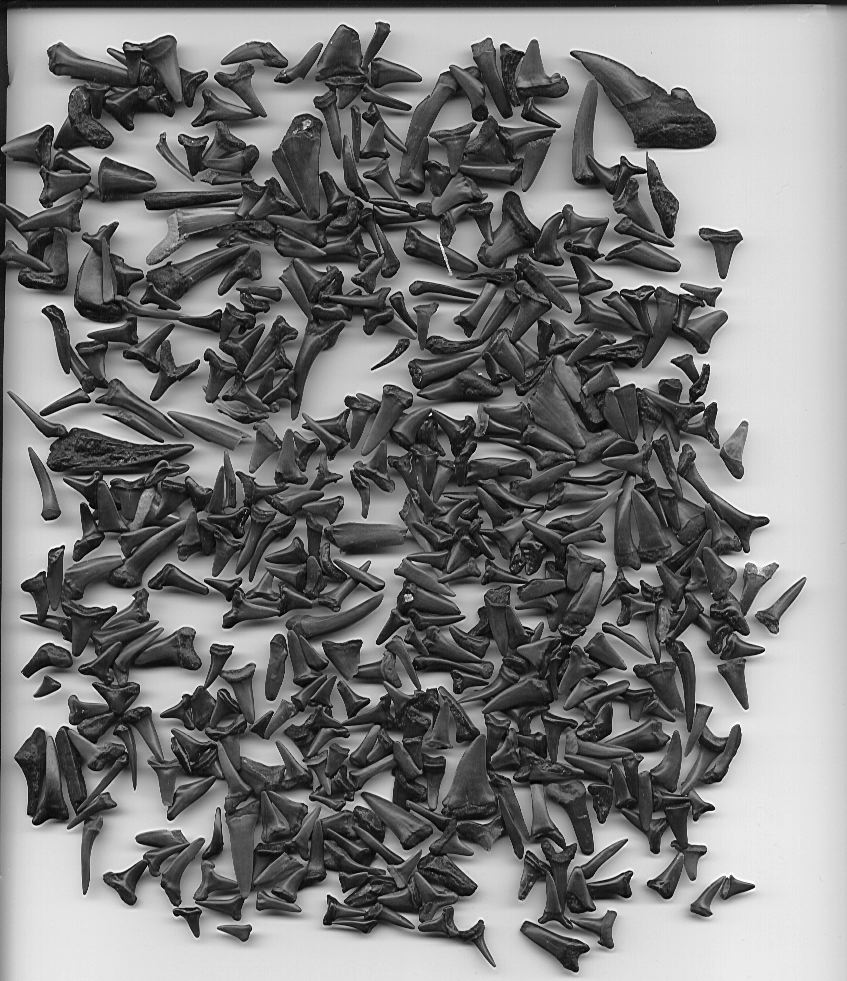
Збирання скам'янілих — простий спосіб почати колекціонувати скам'янілості. Вони часто зустрічаються у великій кількості на громадських пляжах.
Зуби на фото були зібрані в Касл-Гейні, Північна Кароліна (еоценовий—крейдовий періоди)

Колекціонування скам'янілостей (іноді, в ненауковому сенсі, полювання на скам'янілості, англ. fossil collecting, fossil hunting) — збирання скам'янілостей для наукового вивчення, хобі або заради прибутку. Колекціонування скам'янілостей, що практикується аматорами, є попередником сучасної палеонтології. Як професіонали, так і аматори збирають скам'янілості заради їхньої наукової цінності. Комерційна торгівля скам'янілостями також існує здавна, подекуди нелегально. Існує певний перетин між колекціонуванням скам'янілостей, колекціонуванням мінералів і аматорською геологією. 

## Процес

### Виявлення скам'янілостей
Скам'янілості зазвичай зустрічаються в осадових породах з диференційованими стратиграфічними шарами, що представляють послідовність відкладеного матеріалу. Виникнення скам'янілостей залежить від факторів навколишнього середовища до і після того, як вони були захоронені. Після смерті організму першим важливим чинником є швидке поховання у водоймах або наземних породах, що сприяє збереженню зразка. Ці типи гірських порід зазвичай називають уламковими та поділяються відповідно на дрібно-, середньо- та грубозернисті. Хоча скам'янілості можна знайти у всіх типах зернистості, більш детальні зразки можна знайти у дрібнозернистому матеріалі. Другим типом поховання є некластична порода, форма, де порода складається з осаду ущільненого викопного матеріалу. Типи порід включають вапняк і вугілля. Третім джерелом фосилій є евапорити, які осідають з концентрованих розчинених солей, утворюючи нодулярні поклади, прикладами яких є концентрації галітів та фосфатів. Евапорити зазвичай пов'язані зі скам'янілими черевоногими молюсками, водоростями, хребетними та іхнофосиліями. Скам'янілості не зустрічаються у магматичних породах (за винятком деяких шарів між лавовими потоками). У породах, які зазнали метаморфізму, скам'янілості, як правило, настільки спотворені, що їх важко розпізнати, або ж вони повністю знищені.
Після захоронення діють різні фактори, які загрожують збереженому стану скам'янілостей. Хімічні зміни можуть змінити мінеральний склад скам'янілості, але, як правило, не її зовнішній вигляд, літифікація може спотворити її зовнішній вигляд, сама скам'янілість може повністю або частково розчинитися, залишивши лише викопну форму.
Території, де осадові породи піддаються ерозії, включають відкриті гірські райони, береги та русла річок, урвища морських берегів, а також інженерні споруди, такі як кар'єри та виїмки доріг. Вугільні родовища часто є багатим джерелом викопних рослин, але кращі з них можна знайти не в самому вугіллі, а в пов'язаних з ним відкладеннях осадових порід, які називаються вугленосною товщею. Вимиті хвилями морські скелі та берегові відслонення часто є гарними місцями для пошуку скам'янілостей. Висохлі природні озера та печери у вигляді пастки Барбера також часто мають високу концентрацію скам'янілостей (наприклад, печери Кадді-Спрінгс та Наракорт в Австралії).
Зазвичай скам'янілості відрізняються за кольором від навколишніх порід через інший вміст мінералів, мають характерну форму та текстуру або ж поєднання обох цих ознак.

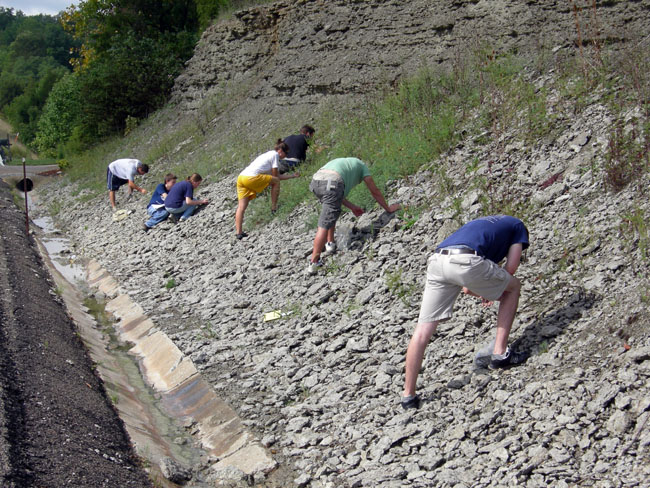
Студенти коледжу збирають скам'янілості в рамках курсу палеонтології безхребетних. Придорожнє відслонення вапняків і сланців ордовицького періоду на південному сході Індіани.

### Техніки збирання
Методи, що використовуються для збору скам'янілостей, різняться залежно від осаду або гірської породи, в якій їх шукають. Для збору скам'янілостей у гірських породах використовують геологічний молоток, різноманітні загартовані зубила та киянку, якими розколюють і розбивають каміння, щоб виявити скам'янілості. Оскільки гірська порода відкладається шарами, ці шари можуть бути розділені, щоб виявити скам'янілості. Для м'яких відкладів і неконсолідованих відкладів, таких як піски, мули та глини, використовують заступ, археологічний совок з плоским лезом, і жорсткі щітки. Для вилучення скам'янілостей з пісків і гравію використовуються сита з різними діаметрами. Просіювання є більш грубим методом збору скам'янілостей і може зруйнувати крихкі скам'янілості. Іноді воду пропускають через сито, щоб видалити мул і пісок. Цей метод називається мокрим просіюванням.
Скам'янілості, як правило, дуже крихкі й, зазвичай, не вилучаються повністю з навколишньої породи (матриці) в польових умовах. Для захисту скам'янілостей при транспортуванні часто використовують тканину, вату, невеликі коробки та алюмінієву фольгу. Іноді великі крихкі зразки перед вилученням зі скелі необхідно захистити та підтримати за допомогою гіпсової оболонки. Якщо скам'янілість необхідно залишити in situ, можна виготовити її зліпок за допомогою гіпсу або латексу. Хоча такий зліпок не зберігає всіх деталей, він недорогий, його легше транспортувати, він завдає менше шкоди навколишньому середовищу і залишає скам'янілість на місці доступною для інших. Скам'янілі сліди часто документують за допомогою зліпків. Малопомітні скам'янілості, які збереглися лише у вигляді відбитків у піщаних шарах, як, наприклад, едіакарські скам'янілості, також зазвичай документують за допомогою зліпка, який демонструє деталі чіткіше, ніж сама порода. 

### Препарація та очистка
Іноді для очистки дрібних скам'янілостей використовують жорстку щітку. Для великих скам'янілостей можна використовувати стамеску, щоб видалити великі шматки забруднення, однак існує ризик пошкодити скам'янілість. Під впливом проточної води деякі типи скам'янілостей можуть зміститися зі скелі або навіть розсипатися і розбитися на частини, оскільки вони дуже крихкі. Іноді для видалення невеликих шматочків породи використовують стоматологічні інструменти.

### Документування
Для того, щоб скам'янілість мала наукову цінність, необхідно знати її точне місцезнаходження. Детальна інформація про материнську породу, місце знахідки та інші викопні матеріали, пов'язані зі знахідкою, допомагають вченим оцінити скам'янілість у контексті часу, місця і ситуації, в яких жив організм. Журнал лоджера, фотографії та замальовки можуть супроводжувати детальні польові нотатки, які допомагають визначити місцезнаходження скам'янілостей. Окремі скам'янілості в ідеалі каталогізуються з номером місцезнаходження та унікальним номером зразка. Це дозволяє легко здійснювати пошук у колекції та визначати місцезнаходження зразків. Каталогізація колекцій є майже універсальною у професійних установах, таких як музеї.

## Колекторська етика
Для збирання скам'янілостей існують різні правові реалії, яких необхідно дотримуватися. Перед початком збирання на приватній землі слід отримати дозвіл. Розкопування скель у національних парках та інших природних зонах часто не заохочується, а в більшості випадків є незаконним.

Перший чітко сформульований кодекс збирача скам'янілостей був опублікований у музеї-будинку геолога-першовідкривача Г'ю Міллера в Кромарті 11 квітня 2008 року. Його представив Майкл Рассел, міністр охорони навколишнього середовища Шотландії, в рамках святкування двохсотріччя заснування Лондонського геологічного товариства. Кодекс доповнює існуючий проєкт, розроблений організацією «Англійська природа».

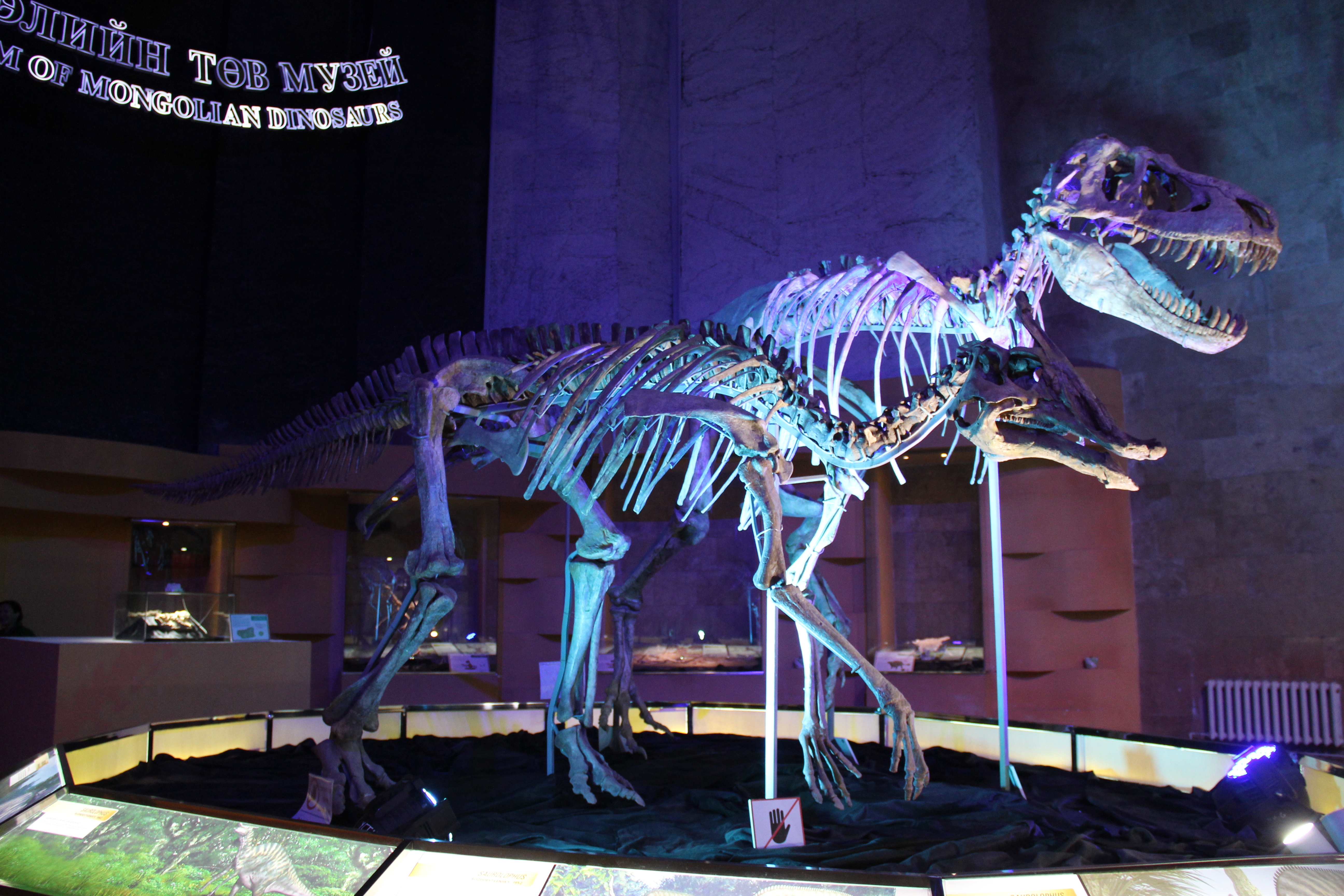
Скелети тарбозавра і завролофа, які були контрабандою вивезені до США, а згодом повернуті до Монголії. Центральний музей монгольських динозаврів

### Ринок збуту скам'янілостей
Торгівля скам'янілостями — це практика купівлі та продажу скам'янілостей. Вона незаконна, коли йдеться про викрадені скам'янілості. Деякі важливі наукові зразки продаються колекціонерам, а не передаються чи отримуються музеями або дослідницькими інститутами. Багато уваги приділяється незаконній торгівлі фосиліями в Китаї. Торгівля є прибутковою сферою, і багато знаменитостей колекціонують скам'янілості.
Товариство палеонтології хребетних (SVP), міжнародна асоціація професійних палеонтологів та аматорів, вважає, що науково важливі скам'янілості — особливо, але не тільки ті, що знайдені на державних землях — повинні зберігатися у вічному суспільному надбанні, бажано в музеях або науково-дослідних установах, де вони можуть приносити користь науковій спільноті в цілому, а також майбутнім поколінням. Багато комерційних колекціонерів і дилерів скам'янілостей вважають, що така політика порушує їхні права. Також висувається аргумент, що насьогодні професійних палеонтологів занадто мало, щоб збирати та зберігати скам'янілості, які піддаються впливу стихії, і тому необхідно дозволити приватним особам збирати їх заради їхнього збереження.

Згідно з етичним підзаконним актом SVP, «бартер, продаж або купівля науково значущих скам'янілостей хребетних не схвалюється — якщо тільки вони не потрапляють у суспільну власність або не зберігаються в межах суспільної довіри». Частка ринку скам'янілостей здійснюється не з метою колекціонування, а задля використання певних скам'янілостей у традиційній медицині, переважно у Східній Азії, Європі та інших місцях.

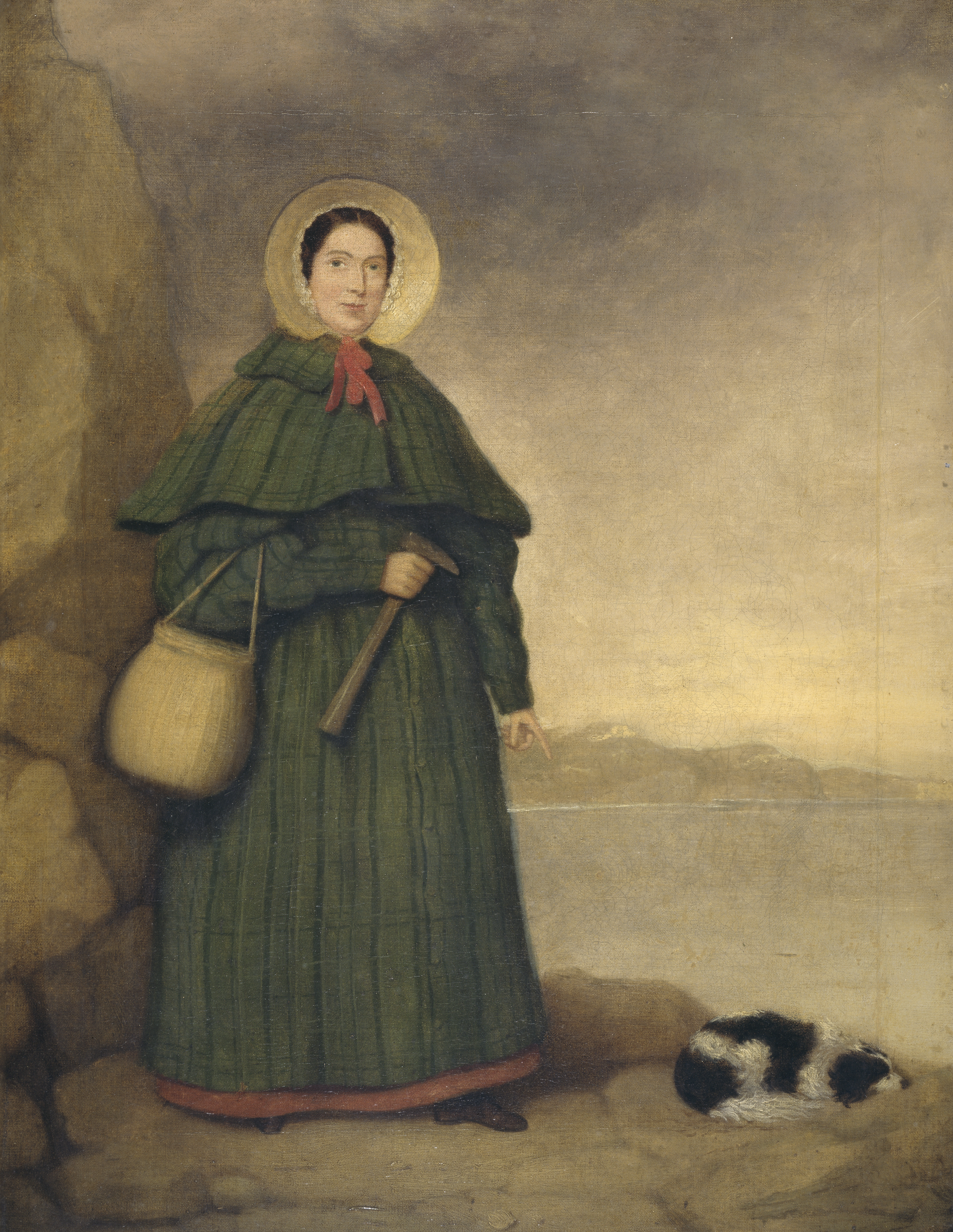
Мері Еннінг, відома збирачка та продавчиня скам'янілостей

## Відомі колекціонери скам'янілостей
- Мері Еннінг
- Гідеон Мантелл
- Едвард Дрінкер Коп
- Отніел Чарльз Марш
- Роберт Бекер
- Філіп Каррі
- Пол Серено
- Чарльз Хазеліус Штернберг
- Петер Ларс Ларсон